# دوشیزه‌ماهی مالدیو
دوشیزه‌ماهی مالدیو (نام علمی: Amblyglyphidodon indicus) نام یک گونه از تیره شقایق‌ماهیان است.